# 15-й механізований корпус (СРСР)
15-й механізований корпус — військове формування РСЧА в початковий період Німецько-радянської війни. Входив до складу Київського особливого військового округу та Південно-Західного фронту.

## Історія існування
Формування 15-го механізованого корпусу почалося у лютому-березні 1941 року в Київському особливому військовому окрузі. Дислокувався в районі Бродів Львівської області.
До складу корпусу увійшли 10-та і 37-ма танкові й 212-та моторизована дивізії. Найбільш укомплектованою була 10-та танкова дивізія, що налічувала у своєму складі близько сотні танків КВ і Т-34, 37-ма танкова дивізія мала у своєму розпорядженні лише 32 Т-34 і один КВ. Увесь інший парк складався з машин типу БТ-7 і Т-26. Екіпажі тільки починали освоювати нові танки. А 212-та моторизована дивізія корпусу не мала навіть автомашин для перевезення особового складу, важкого озброєння, боєприпасів і пального. В артилерійських підрозділах засобів тяги вистачало лише на один дивізіон, та й то без тилів.
22 червня 1941 року корпус вступає в бій у 60-70-ти кілометрах від Радехова, на рубежі Броди — Білий Камінь — Кременець.
23 червня корпус, залишивши в Бродах свою 212-ту мотодивізію, яка не змогла підійти, й 37-му танкову дивізію, що втягнулась у бої під Кременцем, підходить до Радехова і вступає в бій силами 10-ї танкової дивізії генерал-майора Сергія Огурцова. Частини дизізії завдають удару по південному флангу сокальського угруповання супротивника з району Топорова у напрямку Радехів, Милятин з метою його розгрому й розблокування 124-ї стрілецької дивізії, оточеної в районі Милятина. Заболочена місцевість, масовані авіаційні нальоти ворожої авіації і сильний заслін, виставлений з частин 297-ї піхотної і 11-ї танкової дивізій південніше Радехова, ускладнили наступ 15-го мехкорпусу, який на нетривалий час затримав просування лівого крила ударного угруповання супротивника в напрямку Дубно.
24-го червня корпус веде запеклі оборонні бої на сокальсько-дубненський напрямку, переходить у наступ східніше Радехова. Супротивник, скориставшись малочисленністю корпусу і розірваним станом фронту, обходить 10-ту танкову дивізію й спрямовується на Берестечко.
25 червня частини корпусу вели наступ з району Топорова в напрямку Радехів, Дружкопіль, маючи незначне просування через наполегливий опір 297-ї піхотної дивізії супротивника, яка створила на цьому напрямку сильну протитанкову оборону, чому сприяла наявність чотирьох болотяних річок, при форсуванні яких частини корпусу зазнали масованих ударів ворожої авіації й понесли значні втрати.
Протягом 26 червня 15-й механізований корпус відбивав атаки супротивника, що посилювались. Ворожа авіація засікає командний пункт. Того ж дня був важко поранений і контужений командир корпусу генерал-майор Гнат Карпезо.
З 9 по 16 липня частини корпусу беруть участь у контрударі на Бердичів.
До кінця липня корпус зазнав значних втрат і 5 серпня 1941 року був розформований.

## Склад
- 10-та танкова дивізія (в/ч 4141, Золочів)
- 37-ма танкова дивізія (в/ч 9639, Кременець)
- 212-та моторизована дивізія (в/ч 2801, Броди)
- 25-й мотоциклетний полк (в/ч 8149)
- 544-й окремий батальйон зв'язку (в/ч 8130)
- 65-й окремий мотоінженерний батальйон (в/ч 8132)
- 115-та корпусна авіаційна ескадрилья (в/ч 5489)
- корпусний артилерійський полк (номер невідомий)

## Командування
- Командир корпусу:
  - Карпезо Гнат Іванович, генерал-майор (лютий-червень 1941)
- Начальник штабу:
  - Ноздрунов Михайло Кузьмич, генерал-майор (березень-липень 1941)
  - Шаров, полковник
- Заступник командира зі стройової частини:
  - Єрмолаєв Георгій Іванович, полковник
- Заступник командира з політичної частини:
  - Лутай І. В., полковий комісар